# Liste der Stolpersteine in Delft

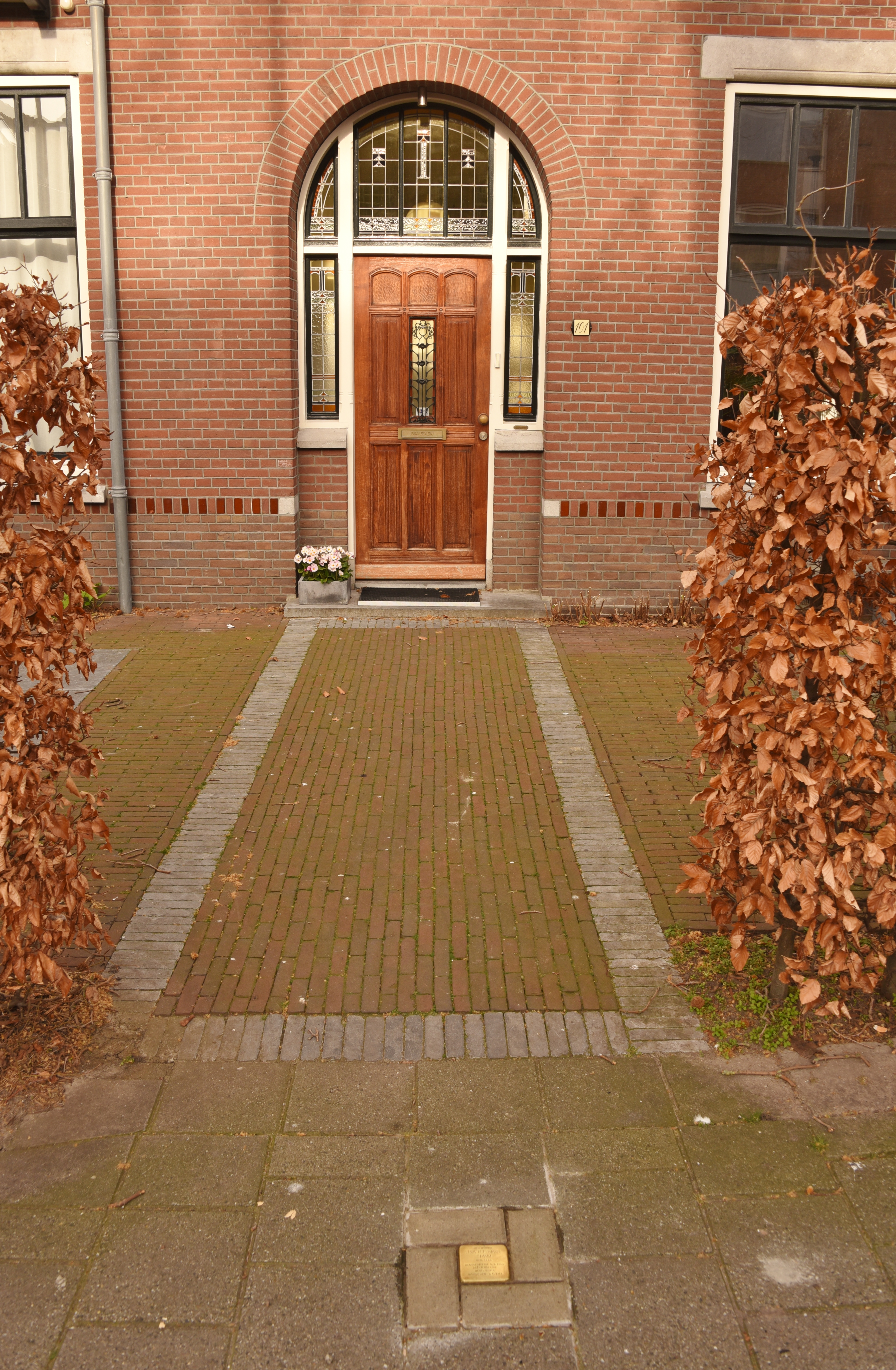
Der erste Stolperstein in Delft für Lina Feldmann-Stam

Die Liste der Stolpersteine Delft umfasst jene Stolpersteine, die vom deutschen Künstler Gunter Demnig in Delft verlegt wurden, einer Stadt in der niederländischen Provinz Südholland. Stolpersteine sind Opfern des Nationalsozialismus gewidmet, all jenen, die vom NS-Regime drangsaliert, deportiert, ermordet, in die Emigration oder in den Suizid getrieben wurden. Demnig verlegt für jedes Opfer einen eigenen Stein, im Regelfall vor dem letzten selbst gewählten Wohnsitz.
Der erste Stolperstein in Delft wurde im März 2019 verlegt, er erinnert an Lina Feldmann-Stam.

## Verlegte Stolpersteine
Bisher wurden 36 Stolpersteine an 12 Adressen verlegt, 142 Stolpersteine sind geplant.
| Stolperstein | Übersetzung | Verlegeort             | Name, Leben                            |
| ------------ | --- | ---------------------- | -------------------------------------- |
|              | HIER WOHNTE ANDRIES MEIJER VAN DIJK GEB. 1920 DEPORTIERT 1942 AUS WESTERBORK VERMOORD 30.9.1942 AUSCHWITZ                     | Julianalaan 121        | Andries Meijer van Dijk                |
|              | HIER WOHNTE BENJAMIN SAMUEL VAN DIJK GEB. 1884 DEPORTIERT 1942 AUS WESTERBORK VERMOORD 19.10.1942 AUSCHWITZ                   | Julianalaan 121        | Benjamin Samuël van Dijk               |
|              | HIER WOHNTE LOUISE BERTHA VAN DIJK GEB. 1918 DEPORTIERT 1942 AUS WESTERBORK VERMOORD 19.10.1942 AUSCHWITZ                     | Julianalaan 121        | Louise Bertha van Dijk                 |
|              | HIER WOHNTE SOPHIA EMMA VAN DIJK-LEVIE GEB. 1890 DEPORTIERT 1942 AUS WESTERBORK VERMOORD 19.10.1942 AUSCHWITZ                 | Julianalaan 121        | Sophia Emma Clara van Dijk-Levie       |
|              | HIER WOHNTE LINA FELDMANN- STAMM GEB. 1866 VERHAFTET 5.3.1943 INTERNIERT WESTERBORK GESTORBEN 1.4.1943                        | Rotterdamseweg 101–103 | Lina Feldmann-Stam (1866–1943)         |
|              | HIER WOHNTE BEREND VAN HOORN GEB. 1931 DEPORTIERT 1943 VON WESTERBORK AUS SOBIBOR ERMORDET 26.3.1943                          | Julianalaan 103        | Berend van Hoorn                       |
|              | HIER WOHNTE EMMA VAN HOORN GEB. 1928 DEPORTIERT 1943 VON WESTERBORK AUS SOBIBOR ERMORDET 26.3.1943                            | Julianalaan 103        | Emma van Hoorn                         |
|              | HIER WOHNTE MAURITZ VAN HOORN GEB. 1891 DEPORTIERT 1943 VON WESTERBORK AUS SOBIBOR ERMORDET 26.3.1943                         | Julianalaan 103        | Maurits van Hoorn                      |
|              | HIER WOHNTE HILDA VAN HOORN-KATZ GEB. 1895 DEPORTIERT 1943 VON WESTERBORK AUS SOBIBOR ERMORDET 26.3.1943                      | Julianalaan 103        | Hilda van Hoorn-Katz                   |
|              | HIER WOHNTE DANIEL VAN IJSSEL GEB. 1914 DEPORTIERT 1943 VON WESTERBORK AUS ERMORDET 6.12.1944 AUSCHWITZ                       | Choorstraat 46         | Daniel van IJssel                      |
|              | HIER WOHNTE SERLINA VAN IJSSEL-VEDDER GEB. 1915 DEPORTIERT 1943 VON WESTERBORK AUS ERMORDET 22.10.1943 AUSCHWITZ              | Choorstraat 46         | Serlina van IJssel-Vedder              |
|              | HIER WOHNtE SIMON BENJAMIN KOOPERBERG GEB. 1695 DEPORTIERT 1942 AUS DEM LAGER VLEDDER VERMOORD 21.1.1945 BLECHHAMMER          | Choorstraat 56         | Simon Benjamin Kooperberg              |
|              | HIER WOHNTE ALEXANDER ABRAHAM DE ROODE GEB. 1881 DEPORTIERT 1943 VON WESTERBORK AUS ERMORDET 23.4.1943 SOBIBOR                | Choorstraat 21         | Alexander Abraham de Roode             |
|              | HIER WOHNTE HEYMAN ABRAHAM DE ROODE GEB. 1913 DEPORTIERT 1943 VON WESTERBORK AUS ERMORDET 31.1.1944 MITTELEUROPA              | Celebesstraat 3        | Heyman Abraham de Roode                |
|              | HIER WOHNTE JANSJE DE ROODE GEB. 1940 DEPORTIERT 1943 VON WESTERBORK AUS ERMORDET 9.11.1942 AUSCHWITZ                         | Celebesstraat 3        | Jansje de Roode                        |
|              | HIER WOHNTE HENRIETTE FRANCINA DE ROODE- VAN BEUGEN GEB. 1913 DEPORTIERT 1943 VON WESTERBORK AUS ERMORDET 9.11.1942 AUSCHWITZ | Celebesstraat 3        | Henriëtte Francina de Roode-van Beugen |
|              | HIER WOHNTE JANSJE DE ROODE- VAN DER STAM GEB. 1879 DEPORTIERT 1943 VON WESTERBORK AUS ERMORDET 23.4.1943 SOBIBOR             | Choorstraat 21         | Jansje de Roode-van der Stam           |
|              | HIER WOHNTE MINA RUBENS GEB. 1896 DEPORTIERT 1943 VON WESTERBORK AUS ERMORDET 3.9.1943 AUSCHWITZ                              | Choorstraat 49         | Mina Rubens                            |
|              | HIER WOHNTE ALIDA SCHNITZLER GEB. 1934 DEPORTIERT 1942 VON WESTERBORK AUS AUSCHWITZ ERMORDET 19.8.1942                        | Laan van Overvest 34   | Alida Schnitzler                       |
|              | HIER WOHNTE FROUKJE SCHNITZLER GEB. 1925 DEPORTIERT 1942 VON WESTERBORK AUS AUSCHWITZ ERMORDET 30.9.1942                      | Laan van Overvest 34   | Frouktje Schnitzler                    |
|              | HIER WOHNTE ISIDOR SCHNITZLER GEB. 1932 DEPORTIERT 1942 VON WESTERBORK AUS AUSCHWITZ ERMORDET 19.8.1942                       | Laan van Overvest 34   | Isidor Schnitzler                      |
|              | HIER WOHNTE JOSEPH SCHNITZLER GEB. 1938 DEPORTIERT 1942 VON WESTERBORK AUS AUSCHWITZ ERMORDET 19.8.1942                       | Laan van Overvest 34   | Joseph Schnitzler                      |
|              | HIER WOHNTE LEONARDUS SCHNITZLER GEB. 1929 DEPORTIERT 1942 VON WESTERBORK AUS AUSCHWITZ ERMORDET 19.8.1942                    | Laan van Overvest 34   | Leonardus Schnitzler                   |
|              | HIER WOHNTE LOUIS ANDRIES SCHNITZLER GEB. 1930 DEPORTIERT 1942 VON WESTERBORK AUS AUSCHWITZ ERMORDET 19.8.1942                | Laan van Overvest 34   | Louis Andries Schnitzler               |
|              | HIER WOHNTE MOZES SCHNITZLER GEB. 1899 DEPORTIERT 1942 VON WESTERBORK AUS AUSCHWITZ ERMORDET 19.9.1942                        | Laan van Overvest 34   | Mozes Schnitzler                       |
|              | HIER WOHNTE SAARTJE SCHNITZLER GEB. 1936 DEPORTIERT 1942 VON WESTERBORK AUS AUSCHWITZ ERMORDET 19.8.1942                      | Laan van Overvest 34   | Saartje Schnitzler                     |
|              | HIER WOHNTE BETJE SCHNITZLER-VAN DAM SCHNITZLER GEB. 1899 DEPORTIERT 1942 VON WESTERBORK AUS AUSCHWITZ ERMORDET 19.8.1942     | Laan van Overvest 34   | Betje Schnitzler-van Dam               |
|              | HIER WOHNTE HEINRICH PETER SELOWSKY GEB. 1925 DEPORTIERT 1943 VON WESTERBORK AUS SOBIBOR ERMORDET 13.3.1943                   | Julianalaan 43 o 83    | Heinrich Peter Selowsky                |
|              | HIER WOHNTE KARIN FRIEDEL SELOWSKY GEB. 1931 DEPORTIERT 1943 VON WESTERBORK AUS SOBIBOR ERMORDET 13.3.1943                    | Julianalaan 43 o 83    | Karin Friedel Selowsky                 |
|              | HIER WOHNTE OSCAR SELOWSKY GEB. 1891 DEPORTIERT 1943 VON WESTERBORK AUS SOBIBOR ERMORDET 13.3.1943                            | Julianalaan 43 o 83    | Oscar Selowsky                         |
|              | HIER WOHNTE ELEONORA SELOWSKY-EICHENBERG GEB. 1902 DEPORTIERT 1943 VON WESTERBORK AUS SOBIBOR ERMORDET 13.3.1943              | Julianalaan 43 o 83    | Eleonora Selowsky-Eichenberg           |
|              | HIER WAR VERSTECKT BETTY SPRINGER GEB. 1931 VERHAFTET 18.1.1944 DEPORTIERT VON WESTERBORK AUS ERMORDET 11.2.1943 AUSCHWITZ    | Spoorsingel 28         | Betty Springer                         |
|              | HIER WOHNTE ANDRIES VAN DER STAM GEB. 1870 DEPORTIERT 1943 VON WESTERBORK AUS ERMORDET 26.3.1943 SOBIBOR                      | Choorstraat 49         | Andries van der Stam                   |
|              | HIER WOHNTE HIJMAN HERMAN VAN DER STAM GEB. 1896 DEPORTIERT 1942 VON WESTERBORK AUS ERMORDET 31.1.1943 AUSCHWITZ              | Choorstraat 49         | Hijman Herman van der Stam             |
|              | HIER WOHNTE ROZETTA VAN DER STAM GEB. 1928 DEPORTIERT 1943 VON WESTERBORK AUS ERMORDET 3.9.1943 AUSCHWITZ                     | Choorstraat 49         | Rozetta van der Stam                   |
|              | HIER WOHNTE SALOMON VAN DER STAM GEB. 1897 GESTORBEN 13.12.1942 DELFT                                                         | C. Fockstraat 29       | Salomon van der Stam                   |

## Verlegedaten
- 9. März 2019 durch den Künstler Gunter Demnig persönlich
- 28. Juni 2021
- Ende November / Anfang Dezember 2021